# Последнее искушение Христа
«Последнее искушение Христа» (англ. The Last Temptation of Christ) — кинофильм режиссёра Мартина Скорсезе, вышедший на экраны в 1988 году. Экранизация романа Никоса Казандзакиса «Последнее искушение» (1955).
Одна из наиболее значительных работ в творчестве Мартина Скорсезе. В центре сюжета — исследование двойственной природы Иисуса Христа — Богочеловека. Фильм затронул щекотливые для церкви темы и навлёк на себя массовую критику со стороны религиозных организаций и верующих различных направлений христианства.
Лента принимала участие в конкурсном показе Венецианского кинофестиваля, а также получила несколько номинаций на премии «Оскар» и «Золотой глобус».

## Сюжет
Иисус Христос (Уиллем Дефо) — плотник из Иудеи. Он зарабатывает на жизнь тем, что рубит кресты, на которых представители римской власти распинают преступников. Иисуса посещают голоса и видения — он догадывается, что избран, но не может понять, в чём его предназначение и кем он избран: Богом или дьяволом. Иуда (Харви Кейтель), друг Иисуса, страстно осуждает его за сотрудничество с властями и даже избивает Иисуса.
Пытаясь понять и постичь себя, Иисус уходит странствовать вместе с Иудой. Ему предстоит пройти трудный путь Мессии. Толпа собирается забросать камнями блудницу Марию Магдалину (Барбара Херши), но Иисус спасает её, обращаясь к толпе: «Пусть первым бросит камень тот, кто без греха». Иисус посещает мифический иудейский монастырь, затем его крестит и наставляет Иоанн Креститель (Андре Грегори). К Иисусу присоединяются ученики, и он обращается с Нагорной проповедью к народу Израиля, объясняя им, что он есть любовь. Иисус удаляется в пустыню. Во что бы то ни стало Иисус хочет того, чтобы Бог услышал его, и в течение многих дней не выходит из очерченного круга, выдерживая соблазны дьявола.
Иисус возвращается в Иерусалим с учениками и изгоняет менял из храма, поднимая своими проповедями смуту в городе. Понимая, что насилием он не добьётся ничего, Иисус, наконец, постигает своё предназначение — принять грехи человеческие и умереть за род людской. Он просит Иуду сдать его римским властям. Иуда отказывается и умоляет учителя одуматься, но тот непреклонен. После встречи с учениками на Тайной вечере Иуда приводит римских легионеров, и они арестовывают Иисуса. Прокуратор Иудеи Понтий Пилат (Дэвид Боуи) судит Иисуса и выносит ему смертный приговор.
Иисус осуждён, и его распинают на кресте. В момент самых страшных мучений ему является видение. Прекрасная девочка, ангел-хранитель (Джульетт Кэтон), зовёт его за собой. Она помогает Христу спуститься с креста и покинуть место казни. Иисус спускается в цветущую долину, и его встречает свадебная церемония. Он женится на Марии Магдалине, у них рождаются дети. После смерти Марии он берёт в жены сестёр (Пегги Гормли и Рэнди Дэнсон) спасённого им Лазаря (Томас Арана).
Тем временем Савл-Павел (Гарри Дин Стэнтон) (по приказу которого ранее был убит воскресший Лазарь) вовсю проповедует по стране учение якобы погибшего и воскресшего Иисуса. Иисус безуспешно пытается спорить с ним.
Проходит долгая жизнь и наступает Первая Иудейская война, в огне которой гибнет и деревня, где теперь живёт Иисус. У ложа состарившегося и умирающего Иисуса появляются убелённые сединами ученики: Пётр (Виктор Арго), Иуда и другие. Иуда называет учителя предателем и трусом за то, что он выбрал мирскую жизнь вместо предназначенной ему роли Мессии. Иуда намекает, что «ангел», спасший его с креста, был на деле Сатаной. Иисус из последних сил стряхивает с себя грёзы искушения и возвращается к реальности.
Финальная сцена. Христос распят на кресте, и улыбка появляется на его устах.

## В ролях
- Уиллем Дефо — Иисус Христос
- Харви Кейтель — Иуда Искариот
- Барбара Херши — Мария Магдалина
- Верна Блум — Мария, мать Иисуса
- Дэвид Боуи — Понтий Пилат
- Майкл Бин — апостол Иоанн
- Стив Шилл — Центурион
- Пол Греко — Зилот
- Робертс Блоссом — пожилой мастер
- Гэри Басараба — апостол Андрей
- Ирвин Кершнер — Зеведей
- Виктор Арго — апостол Пётр
- Пол Херман — апостол Филипп
- Джон Лури — апостол Иаков
- Лео Бурместер — апостол Нафанаил
- Пегги Гормли — Марта, сестра Лазаря
- Рэнди Дэнсон — Мария, сестра Лазаря
- Роберт Спэффорд — человек на свадьбе
- Томас Арана — Лазарь
- Алан Розенберг — апостол Фома
- Дел Рассел — меняла
- Неимайя Персофф — раввин
- Дональд Ходсон — Искуситель
- Питер Берлинг — проситель
- Дорис Фон Тюри — женщина с Марией, матерью Иисуса
- Андре Грегори — Иоанн Креститель
- Гарри Дин Стэнтон — Саул / Павел
- Лео Маркс — Сатана
- Джулиет Кэтон — Сатана, принявший облик девочки ангела-хранителя

## Съёмочная группа
- Режиссёр: Мартин Скорсезе
- Сценарист: Пол Шредер
- Оператор: Михаэль Балльхаус
- Композитор: Питер Гэбриел
- Продюсеры: Барбара Де Фина, Гарри Дж. Уфлэнд (исполнительный продюсер)
- Монтаж: Тельма Скунмейкер
- Подбор актёров: Кис Корман
- Главный художник: Джон Берд
- Художник постановщик: Эндрю Сендерс
- Декорации: Джорджио Дезидери
- Художник по костюмам: Жан-Пьер Делифер

## Сравнение с евангельскими текстами
Сценарий фильма базируется на книге Никоса Казандзакиса и снят близко к тексту этого произведения. Сюжет является по большей части вымыслом создателей и содержит незначительные моменты, основанные на евангельских текстах. Об этом говорится ещё в самом начале фильма.

В основу фильма положено не Евангелие, но художественное осмысление этого извечного духовного конфликта

Оригинальный текст (англ.)The film is not based upon the Gospels but upon this fictional exploration of the eternal spiritual conflict

В большинстве своём реплики героев и интерпретация событий, сделанная создателями даже на основе евангельских и новозаветных текстов, сильно адаптированы или даже совсем изменены по смыслу.
В качестве доказательства этой точки зрения можно привести следующие фрагменты из Евангелий и фильма (аргументы представлены в последовательности последнего):
1. Согласно Евангелию, Иисус изначально знал о мессианском предназначении взойти на крест[4]. Фильм же иллюстрирует полную неосведомлённость главного героя в собственном происхождении. Роль Мессии остаётся неясна герою Дефо до момента мистического прихода к нему пророка Исайи;
2. Новозаветный Иисус ещё в 12 лет знал о том, что является безгрешным Сыном Божьим[4]. В фильме герой Уиллема Дефо грешен, о чём напрямую говорит в сцене нахождения в иудейском монастыре, и подчас говорит богохульные вещи.
3. Иисус Христос родился в Вифлееме и жил в Назарете, что в Галилее[4]; Иуда Искариот же был из Иудеи. Фильм показывает их как людей, живших в одном городе.
4. Мария Магдалина была женщиной, в которую вселились семь бесов[4] [4]. После их изгнания Мария стала ученицей Иисуса Христа. В фильме же она представлена как проститутка, влюблённая в главного героя;
5. Новозаветный Иисус не посещал никакое подобие монастыря;
6. Первыми учениками Иисуса Христа были Андрей, сын Ионин, и Иоанн, сын Зеведеев[4]. Фильм же показывает, что лавры первого ученика получил Иуда.
7. Согласно Евангелиям, Иоанн Креститель должен был быть на полгода старше Иисуса Христа[4], в то время как фильм представляет первого пожилым мужчиной, а второго - молодым человеком;
8. Окружение Новозаветного Иоанна Крестителя скорее напоминало собрание аскетов, чем группу людей, находящихся в экстазе, как представляет фильм;
9. Нарушена последовательность событий. В Евангелии Христос сначала крестился, потом пошёл в пустыню на сорокодневный пост, после чего начал приобретать учеников, которым впоследствии произнёс Нагорную проповедь[4]. В фильме герой Уиллема Дефо произносит Нагорную проповедь, приобретает учеников, потом крестится и только в последнюю очередь идёт в пустыню;
10. Искушения Иисуса Христа в Евангелиях и фильме отличаются. В Библии сатана трижды искушает Иисуса голодом, затем призывом поклониться ему как господину в нарушение заповеди и, наконец, броситься с крыши храма для доказательства превосходства как Сына Божьего[4] [4]. Фильм показывает, что у героя Уиллема Дефо было три наваждения: в первом к нему пришла змея, говорившая женским голосом, и обвинявшая его в греховности и мнительности считать себя спасителем; во втором к герою Дефо пришёл лев, назвавший того человеком, жаждущим власти; сатана появляется напрямую только в третьем наваждении, которое заключалось в том, что главный герой является Сыном Божьим.
11. Новозаветный Иисус чётко сказал, что "пришёл не нарушить закон, но исполнить[4]. Фильм же демонстрирует главного героя как бунтаря, самовольно отменившего Закон Моисеев.
12. В свадебной церемонии, на которой присутствовал главный герой, говорится о том, что кольцо было заповедано Торой как знак любви. Но в самой Торе об этом нет ни слова, а сам обряд носить кольца пришёл из Древнего Египта.

Примером также может послужить то, что в известном эпизоде встречи Иисуса с братьями и матерью, согласно Евангелию, говорит следующее:

33 И отвечал им: кто матерь Моя и братья Мои?
34 И обозрев сидящих вокруг Себя, говорит: вот матерь Моя и братья Мои;
35 ибо кто будет исполнять волю Божию, тот Мне брат, и сестра, и матерь.
— (Евангелие от Марка 3:33-35)
В фильме же в соответствующей сцене Иисус только говорит своей матери «У меня нет семьи» и поворачивается к ней спиной.

## Предыстория
Мартин Скорсезе мечтал поставить фильм по роману греческого писателя Никоса Казандзакиса в течение пятнадцати лет. Скорсезе к концу 1980-х был признанным мастером психологического кино после целого ряда работ, ставших классикой. После получивших «Оскара» фильмов «Бешеный бык» и «Цвет денег» он берётся за столь сложную и рискованную тему. Роман «Последнее искушение» ещё в 1950-е годы приобрёл статус скандального произведения.
Собственно первую попытку снять фильм по книге Скорсезе предпринял ещё в 1983 году. Съёмки фильма с бюджетом около 20 млн $ начались на студии Paramount Pictures. Эйдан Куинн должен был играть Иисуса, Харви Кейтель — Иуду, Стинг — Понтия Пилата. Едва начавшись, съёмки прекратились, несмотря на уже потраченные 3 млн $. Это произошло после серии писем руководству кинокомпании от экстремистских христианских организаций. Создателей картины обвинили в антисемитизме и попытке передать свою интерпретацию библейской темы с гомосексуальными мотивами.
Эта история глубоко задела режиссёра и он даже подумывал о том, чтобы перебраться в Европу и переключиться на документальное кино. В интервью Скорсезе с горечью отмечал, что кинематограф Голливуда окончательно коммерциализировался и говорил:

Надеюсь, когда-нибудь я всё-таки сниму «Последнее искушение…», но не в этой стране и не на деньги этой страны. Всё. Забудьте об этом. Этот фильм и американская индустрия кино не имеют ничего общего.
Оригинальный текст (англ.)Hopefully I can still get the Last Temptation made someday, but it won’t be in this country and it won’t be financed by this country. At all. Forget it. That film has nothing to do with American industry.
— 
В 1987 году Скорсезе начал работать с новым агентом Майклом Овитцем (Michael Ovitz). Пользующийся большим авторитетом и связями в кинематографическом мире Овитц смог сдвинуть проект с мёртвой точки. Со второй попытки Скорсезе смог заинтересовать сценарием студию Universal Pictures. Когда один из боссов студии спросил режиссёра, почему тот решил снимать картину именно на такую тему, Скорсезе ответил, что хочет лучше понять природу Христа. Компания согласилась выдать деньги на проект, но только при условии, что следующий фильм Скорсезе, снятый для Universal Pictures, будет сугубо коммерческим. Бюджет фильма составил 6,7 млн $.

## Работа над фильмом
Когда мы снимали «Последнее искушение Христа», я все ещё много курил, и в перерыве между дублями Скорсезе вечно ходил где-то рядом и отгонял от меня людей с фотоаппаратами. Он не хотел, чтобы кто-то сфотографировал Иисуса с сигаретой.
В 1987 году Мартин Скорсезе приступает к постановке фильма с рабочим названием «Страсть». Свой вклад в создание картины внесли представители самых разных христианских конфессий: католик Скорсезе, который в молодости собирался принять церковный сан, Казандзакис — православный христианин Греческой церкви, автор сценария Поль Шредер — последователь кальвинизма.
К работе привлекли серьёзный ансамбль исполнителей, работавших за скромный гонорар. Предварительно планировалось, что съёмки пройдут в Израиле, но это оказалось дороже с точки зрения бюджета и не столь безопасно. В картине нет масштабных спецэффектов — чудеса Спасителя изображены весьма скромно. Также в картине нет многолюдной массовки — это опять-таки последствия ограниченного бюджета. В октябре 1987 года съёмки начались в Марокко.
В январе 1988 года Скорсезе вернулся в Нью-Йорк, чтобы закончить постпродакшн картины. Режиссёр очень торопился закончить монтаж, так как предчувствовал, что выпуск картины в массовый прокат будет сопровождаться серьёзными трудностями.
В августе 1988 года состоялась премьера фильма в США и Канаде.

## Кампания против фильма
Один раз я чуть не снялся у Скорсезе. Он несколько раз пытался делать «Последнее искушение Христа». В какой-то момент я должен был сыграть Иисуса. Я провёл с ним некоторое время, но потом студия не позволила ему снимать, и проект отложили на 10 лет.
Ещё на этапе режиссёрского замысла картина уже стала объектом массовой критики и преследования, в особенности со стороны религиозных организаций. Столь вольную трактовку Нового Завета критики называли откровенной ересью. Не помогло и предупреждение в начале фильма о том, что он не является экранизацией Евангелия или других священных книг. Крайне оскорбительной нашли сцену, в которой Иисус наблюдает за тем, как проститутка Мария Магдалина принимает одного за другим своих клиентов. Неприязненно отзывались также о подборе актёров. Уиллем Дефо, до того известный большей частью по экранным образам негодяев, считался не самой лучшей кандидатурой на роль Христа. Для самого Уиллема выбор его на роль Христа стал неожиданностью. Однако самой шокирующей для представителей различных христианских конфессий в США и за их пределами прежде всего стал финал фильма с последним искушением и изображение на экране близости Христа и Марии Магдалины.
Несмотря на то, что студия Universal, в сущности, снимала её себе в убыток, представители компании встали на защиту творения Скорсезе. Понимая, что картина станет объектом ожесточённой критики, режиссёру прежде всего дали возможность спокойно закончить фильм. Далее компания провела несколько встреч с прессой, организовала серию статей в защиту фильма, пытаясь успокоить страсти. С этой целью Universal даже наняла группу политтехнологов, которые участвовали в предвыборной программе Майкла Дукакиса.
Основатель движения Campus Crusade for Christ Билл Брайт отозвался о фильме и режиссёре так: «Историю о Христе, который мечтает слезть с креста, дабы вступить в сексуальные отношения с Марией Магдалиной, снял психически больной, одержимый алчностью человек». Брайт даже предложил начать сбор средств с тем, чтобы выкупить негатив фильма и уничтожить. Представители компании Universal ответили на это выступление открытым письмом, где сообщалось о том, что подобные заявления — прямое покушение на свободу слова, оговорённую Первой поправкой.
К критикам присоединились известные американские проповедники Джерри Фалуелл и Дональд Уилдмон. Режиссёр Франко Дзефирелли, узнав о том, что «Последнее искушение…» попало в конкурсную программу Венецианского кинофестиваля, снял с показа свою картину «Молодой Тосканини». Прокат фильма сопровождался беспорядками и акциями протеста. В Денвере неизвестные проникли в кинотеатр, повредили экран и выкрали копию фильма.
Влияние кампании сказалось на прокатной судьбе фильма. Крупнейшие сети кинотеатров США Edwards Theatres, General Cinemas, United Artists (всего около 3500 кинотеатров по стране) отказались принять картину в прокат. В нескольких крупных городах США (в их числе Нью-Орлеан, Оклахома-Сити и другие) противники добились запрета выпуска фильма в прокат.
Многие из критиков картины признавались в том, что не видели её. Так, католик архиепископ Лос-Анджелеса Роджер Махоуни назвал фильм «морально оскорбительным», хотя сам его так и не посмотрел.
Споры вокруг фильма продолжились и много позже, когда фильм вышел в прокат и телевизионный эфир других стран. В британском телеэфире фильм впервые был показан только в июне 1995 года.
1 ноября 1997 года на телеканале НТВ состоялся эфир программы «Суд идёт», в которой решался вопрос о целесообразности показа фильма на следующей неделе, 9 ноября. После долгих споров в передаче приняли решение поддержать показ фильма, что вызвало большой общественный резонанс). 5 ноября патриарх Московский и всея Руси Алексий II и Священный синод Русской православной церкви выступили против показа фильма в эфире телеканала НТВ, поскольку, по мнению Русской церкви, показ фильма «нарушает нормы российского законодательства и общественной нравственности». Протодиакон Русской Православной Церкви Андрей Кураев и вовсе назвал трансляцию фильма в России оскорблением чувств верующих и «кощунством».

Но не только с точки зрения верующих кощунственен этот фильм. Заведомо заниженное прочтение Евангелия поддерживает более широкое и мощное антикультурное движение. Жажда опошлить, опоганить все то, что высоко, характерна для нынешнего мещанства. Пушкин оказывается интересен не своей поэзией, а своим «донжуанским списком»; о Чайковском чаще вспоминают в связи с проблемами сексуальных меньшинств… Вот и Христа так хочется затащить в постель — представить «таким же, как и мы».
— 
Были также отдельные голоса и в защиту фильма. Теолог Уильям Телфорд писал о главном герое как «самом утончённом и религиозном, хотя и самом противоречивом кинематографическом Христе», посетовав на то, что шумиха вокруг фильма отпугнула и уменьшила число зрителей, которые могли бы убедиться: ничего особенно крамольного в фильме нет.
В 2012 году депутат российской партии ЛДПР Александр Старовойтов подал запрос в Генпрокуратуру РФ с целью проверки картины на наличие экстремистских сцен. Эксперты Российского института культурологии во главе с Кириллом Разлоговым не обнаружили в ленте Скорсезе ничего запрещённого.

## Критика
Как писал о фильме критик Стивен Грейданус:

«Последнее искушение…»… из тех опасных работ, оценка которых требует большого риска. Критику приходится судить не столько фильм, сколько самого себя.
Оригинальный текст (англ.)The Last Temptation of Christ is one of those perilous movies… that the critic reviews at his own risk: It is he himself, not the film, that is really being judged.

Фильм привлёк большой интерес критиков, отзывы оказались весьма противоречивыми: от эпического шедевра до полной неудачи Скорсезе. Фильм не завоевал скольких-нибудь значительных кинематографических наград и был неуспешен в прокате.
В центре сюжета «Последнего искушения…» — прежде всего двойственная природа Христа — Сына Божьего и живого человека, подверженного человеческим страстям. Данная проблема — один из наиболее спорных моментов в христианском мировоззрении, вызывавший дискуссии в том числе и в самой среде богословов и верующих.
Работа Скорсезе принципиально отличается от голливудских и европейских классических экранизаций Ветхого и Нового Заветов. В дорогостоящих постановках, которых было немало в истории американского и европейского кино, таких, как «Иисус из Назарета», «Десять заповедей» или «Царь царей» создатели далеко не отклонялись от библейского изложения сюжета, изображая незапятнанный, канонический облик Христа на экране.
Образ Сына Божьего в исполнении Уиллема Дефо крайне далёк от умиротворённого изображения с религиозных открыток. Он страдает, ищет, сомневается и желает и становится в полном смысле героем картины, вокруг действий которого разворачивается сюжет и интрига. В экранном образе Христа просматриваются персонажи предыдущих фильмов Скорсезе: Тревис Бикл («Таксист») и Джейк Ламотта («Бешеный бык»). Это герои, ищущие страданий и отдалившиеся от Бога.
Таким образом создатели фильма словно нарочно обращаются именно к тем темам, которые для христиан наиболее тяжелы и противоречивы. Человеческая и даже плотская сторона образа Иисуса — предмет, о котором сложно упоминать. Основная тема и настроение картины — сомнение. Показательна здесь начальная сцена фильма. Иисус делает кресты, на которых распинают людей Его народа в пику Господу, не слышащему Его. Страдания Христа, в которых Он, пытаясь понять Свою природу, доходит до богохульства, — в сущности, основная проблема картины. При этом критики отметили скрупулёзную работу создателей фильма с источниками, тонкое знание предмета и отражения его в других произведениях искусства. Так, например, сцена крестного пути в фильме — явная аллюзия на картину Босха «Несение креста». Скорсезе перебрал несколько вариантов последней фразы, срывающейся с губ Спасителя на кресте. Он попробовал варианты из Евангелия и из книги Казандзакиса и, в конце концов, остановился на своём собственном тексте, считая, что именно эта фраза — «It’s accomplished» («Свершилось») — наиболее верно передаёт смысл.
Необычна интерпретация окружения Спасителя, в частности образа Иуды. Антагонист Иисуса, каким он изображён в Писании, в фильме становится ожившей совестью своего учителя. Именно он и выглядит главным положительным героем картины. Иоанн Креститель по фильму значительно старше Иисуса и совершенно не выглядит как родственный ему по духу и вере человек. Сама сцена крещения смотрится весьма странно: Креститель читает проповедь среди толпы людей, некоторые из них полностью обнажены и находятся словно в состоянии некоего наркотического транса.
По мнению критика газеты «Washington Post» Хэла Хинсона, проблема фильма состоит в том, что Скорсезе оказался заложником блестящего знания материала и виртуозного режиссёрского мастерства, как это ни парадоксально. Как писал критик Стивен Грейданус, в неудаче фильма сложно винить Скорсезе — ни один режиссёр в мире не смог бы справиться с таким материалом. Фильм страдает от перегруженности деталями, гиперболизации, одержимости режиссёра идеями, которые он хочет донести до зрителя.

Движущим мотивом Скорсезе была попытка растормошить и спровоцировать, но не поразить воображение зрителя. Неудача режиссёра кроется в самой попытке снять подобный фильм. Несмотря на все свои заслуги, он не смог приблизить к нам Христа, воплощающего в себе духовные страдания за всё человечество. Муки Христа на экране словно доставляли какое-то скрытое наслаждение создателям. В этом было что-то садомазохистское.
Оригинальный текст (англ.)…Scorsese's motive here is to stimulate and provoke, not to sensationalize. The director's failure, though, comes at the most basic level. In spite of all he accomplishes, he is unable to bring Jesus close to us, to realize his stated goal of creating a universal figure who symbolizes the spiritual anguish of all men. Somehow Christ's suffering seems to have been fetishized, and there's an almost creepy kind of glee in the filmmakers' presentation of the corruptions here. The result is an inescapable sadomasochistic tone.
 
— Хэл Хинсон
Большинство критиков назвали лучшей как раз центральную сцену искушения — ту, что вызвала самые ожесточённые споры. Она была снята мягко, с большим тактом, но при этом акценты расставлены так, что до зрителя донесён замысел создателей. Даже не обнажённые тела и секс Марии Магдалины и Христа оказались столь скандальными, а простая мирская жизнь Спасителя: семья, жена, дети — они становятся последним и тяжелейшим искушением, которое дьявол бросил Спасителю как вызов и перед которым удалось устоять. Оказалось, что плотская связь с земной женщиной — более страшный соблазн для Иисуса, чем все богатства мира и главенство на небесах и в аду. Этот еретический по сути поворот сюжета, ради которого и снимался фильм, вполне удался режиссёру.
Актёрская игра главного персонажа в исполнении Дефо произвела в целом положительное впечатление. Однако второстепенные герои несколько портят впечатление от картины. Спорной выглядела трактовка образа Иуды (Харви Кейтель) и Марии Магдалины (Барбара Херши). Дэвид Боуи в роли Понтия Пилата, по мнению критика «New York Times» Джанет Маслин, не выглядит аутентично. Нью-йоркский акцент исполнителей фильма резал ухо и сильно портил восприятие картины англоязычному зрителю.
Сам Скорсезе так отзывался в интервью о смысле картины:

Когда Иисус познал Свою Божественную природу — вопрос, покрытый тайной. Мы не говорим, что всё так и было на самом деле. Мы говорим, что это увлекательно и драматично — дать парню возможность выбора. Как если бы у него мог быть выбор — я имею в виду, что если природа его двойственна, то он не стои́т перед выбором. Красота ситуации — создать видимость выбора.
Оригинальный текст (англ.) the question of when Jesus knew he was divine is cloaked in mystery. So we’re not saying this is the truth, we’re just saying this is fascinating, it’s so dramatic, to have the guy make a choice. As if he could make a choice — I mean, if he’s two natures in one, he has no choice. But the beauty is that it gives you impression of choice.
— 

## Музыка
Основанный на этнических мотивах саундтрек, созданный для фильма Питером Гэбриелем, получил несколько престижных номинаций и в дальнейшем был издан как полноценный студийный альбом Passion (1989 год).

## Награды и номинации
- 1988 — участие в конкурсной программе Венецианского кинофестиваля и премия кинокритиков «Bastone Bianco» (Мартин Скорсезе).
- 1988 — попадание в десятку лучших фильмов года по версии Национального совета кинокритиков США.
- 1989 — номинация на премию «Оскар» за лучшую режиссуру (Мартин Скорсезе).
- 1989 — две номинации на премию «Золотой глобус»: лучшая оригинальная музыка (Питер Гэбриел), лучшая актриса второго плана (Барбара Херши).
- 1989 — номинация на премию «Грэмми» за лучший альбом оригинального инструментального сопровождению для фильма или телевидения (Питер Гэбриел).
- 1989 — номинация на премию «Золотая малина» за худшую роль второго плана (Харви Кейтель).

## Упоминание фильма в других художественных произведениях
- В фильме «Малолетка» (2000) одна из главных героинь сказала: «А я видела киношку с Дэвидом Боуи, в которой Христос переспал со шлюхой».
- В фильме «Донни Дарко» главный герой выходит из кинотеатра, чтобы уничтожить дом извращенца, и на афише кинотеатра название «Последнее искушение Христа».
- В сериале «Сопрано» (1-й сезон, 5-я серия) Кармела Сопрано и святой отец Фил Интинтола обсуждают фильм «Последнее искушение Христа» и в частности Уиллема Дефо в роли Иисуса Христа.
- Парафразой на фильм является название бразильской комедии «Первое искушение Христа» (2019).
- В книге Дэна Брауна «Код да Винчи» в 58-й главе. Жак Соньер писал о том, что Церковь поступила неправильно, запретив фильм.